# غييرمو اريناس
غييرمو اريناس (بالإسبانية: Guillermo Arenas)‏ ولد بتاريخ 22 فبراير 1963 في إسبانيا، هو دراج إسباني سابق.

## روابط خارجية
- غييرمو اريناس على موقع أرشيف الدراجات (الإنجليزية)
- غييرمو اريناس على موقع إحصائيات الدراجات الإحترافية (الإنجليزية)